# Colectivo Palabras de Arena
Colectivo Palabras de Arena fue un colectivo feminista mexicano de Ciudad Juárez conformado por Susana Báez Ayala, Ivonne Ramírez Ramírez y Ana Laura Ramírez  (y trabajaban de vez en vez en conjunto con otros colectivos y/o artistas de diversas disciplinas) que se ocupaba de un proyecto de difusión de la lectura, concentrada en la literatura infantil y juvenil sobre todo, y en la literatura universal en general. Sus labores las orientaron en comunidades vulneradas y en situación de marginalidad en pro de una cultura para la no violencia; han impartido talleres, círculos de lectura y de creación literaria en grupos específicos establecidos, así como en otros fortuitos. Son mujeres cuenteras preocupadas por renovar las estrategias lectoras. Han participado en diversos congresos nacionales e internacionales y han sido premiadas y reconocidas por varias organizaciones. Tienen algunas publicaciones de artículos en revistas y publicaron material de sus experiencias en torno a este rubro. El colectivo estuvo activo durante aproximadamente 10 años, dejando de trabajar en conjunto en el año 2013.

## Inicios y objetivos
Sus trabajos colectivos en la promoción de la lectura comenzaron en el año 2003, luego de que el Programa de Literatura Hispanomexicana de la Universidad Autónoma de Ciudad Juárez, a través de la docente Susana Báez impartiera un año los cursos de Literatura Infantil y Juvenil I y II. Entonces comenzaron a documentar e introducirse en la investigación en esta área. De esta forma, llevaron de la mano la investigación a la par con el trabajo de campo y la crítica. Ya antes habían trabajado por separado en talleres de promoción lectora.
Sus objetivos eran principalmente investigar y analizar críticamente obras literarias, impartir cursos que promuevan la literatura y difundir el arte en general y la literatura a través de estrategias lúdicas con la finalidad de implementarla como hábito y hacer valer su importancia cultural y humana. Lo anterior basándolo en la ideología feminista del colectivo, con la intención de formar seres sensibles y críticos, reflexivos, que se involucren activamente en la sociedad de la que forman parte. Al Colectivo le parece importante capacitar a las personas interesadas para lograr un involucramiento sucesivo y dar continuidad a la concretación de redes humanísticas y humanitarias.
Palabras de Arena ha interpelado a académicos y académicas, escritores y escritoras, promotores (as), artistas a sumarse a la organización comunitaria, y demanda más que nada directamente al Estado, a los tres niveles de gobierno, a que cumplan no solo con la obligación que les corresponde de otorgar y respetarle a la ciudadanía sus derechos, derecho por ejemplo a una vida libre de misoginia (con ese largo historial de feminicidios de esta urbe fronteriza y que aumenta y se transforma cada vez más) y la demanda de un alto a la violencia en general (sobre todo en estas guerras sucias a la que oficialmente se les ha designado como una mal llamada Guerra contra el narcotráfico). No solo eso sino que además se brinden las condiciones socioeconómicas para que Ciudad Juárez sea una ciudad de arte para todos y todas (sin elitismos por condición social, de género, de religión o raza).

## Actividades en el trayecto
Palabras de Arena se ha visto involucrado en programas de intervención social y proyectos autogestivos en escuelas públicas, en colegios privados, bibliotecas, en organizaciones civiles y eventos culturales, así como ha desarrollado otros dirigidos a espacios informales como la vía pública, las calles, plazas, parques, hospitales, albergues, comedores infantiles, guarderías comunitarias, camiones de transporte público, en oratorios salesianos, festivales, centros comerciales, fiestas infantiles, centros comunitarios, para trabajadores y trabajadoras de maquiladora, en estancias infantiles, fraccionamientos privados, en el Tribunal para menores y en el Centro de Readaptación Social para Adultos (CERESO), entre otros.
Su colectivo hermano 656 cómics de Ciudad Juárez estuvo presente en su recorrido político y cultural, contribuyendo desde sus saberes artísticos y sus valores humanísticos para complementar y mejorar los trabajos que se realizan en las comunidades. Parte de estos trabajos han sido captados por la lente de los fotógrafos de Palabras de Arena, Alejandro Briseño y Rogelio Valenzuela Colomo. Han gestionado y organizado en conjunto con Telón de Arena, A.C teatro en colonias vulneradas y para gente empobrecida. También ofrecieron el curso de “Escritura terapéutica” para los hijos e hijas de mujeres víctimas de feminicidio junto a Nuestras Hijas de Regreso a Casa.
Promovieron de igual forma la poesía dirigida a la población infantojuvenil, proyectando en bardas de la ciudad poemas alusivos con la situación social juarense, acompañados de figuras atractivas y monstruos de peluche. Colaboraron con círculos de lectura en el Jardín de Niños María Sagrario González Flores, en ese entonces llamado aún Preescolar Comunitario con ayuda de la amiga del colectivo y socióloga feminista Patricia Ravelo Blancas. Implementaron planes de lectura durante año y medio de manera conjunta con la Fundación María Sagrario, en el área de Lomas de Poleo (en dicha Fundación), gracias a lo cual IBBY México (International Board on Book for Young People) donó libros de diferentes títulos; Tres Siglos, Tres Fiestas también participó donando varios libros de la edición Sol, Piedra y Sombras: veinte cuentistas mexicanos de la primera mitad del siglo XX (FCE). Y el CONACULTA a través de su Programa Nacional de Salas de Lectura otorgó una variedad de libros informativos, de arte y literarios para la Fundación.
Se han sumado a las voces de personas y ONG’s como otros colectivos, a las manifestaciones que se han llevado a cabo en la ciudad, protestando en contra de asesinatos de activistas, maestros y maestras, universitarios y universitarias, la desaparición de compañeras estudiantes universitarias, exigiendo su localización y esclarecimiento, e incluso contra la militarización y al patrullaje de la Policía Federal Preventiva, por sus constantes abusos de autoridad y su desapego a los derechos humanos. El Colectivo se opone a las políticas calderonistas por considerarlas represoras y fascistas, disfrazadas ridículamente. El gobierno para eximir de sus obligaciones y de su trabajo, también ha estigmatizado a los jóvenes como delincuentes y pandilleros, lo que también es refutado por el Colectivo Palabras de Arena, solo por mencionar algunas cuestiones.
En el 2009 fueron ganadoras del Premio Nacional de Fomento a la lectura: México Lee en la categoría de Fomento a la lectura desde la Sociedad Civil, otorgado por el CONACULTA, la SEP, la Organización de Estados Iberoamericanos y la Fundación Santillana, con el ensayo “Regalando palabras en el desierto: cuentacuentos urbanas entre maquiladoras y narcofosas.”
Han participado en congresos nacionales e internacionales, en foros, mesas redondas, congresos especializados en Literatura Infantojuvenil, en didáctica, y de promotoras de lectura.

## Actualidad
En agosto de 2010 abrieron para la población de la colonia Virreyes de Ciudad Juárez, una biblioteca comunitaria llamada Biblioteca Independiente Ma’Juana enfocada en los infantes (donde no excluirán a ningún grupo, pues se atenderá a quien asista) donde ofrecen más de 500 títulos entre literatura infantojuvenil, universal, juegos didácticos y material de consulta. La inauguración de esta biblioteca contó con la asistencia y sustento de interesadas en la cultura quienes cooperaron con donaciones de libros, alimento, shows de entretenimiento (clown, mimo, música folclórica latinoamericana, títeres, lectura) entre otros. El espacio para la biblioteca lo otorgó la familia Ramírez Vázquez quienes continuamente se comprometen en acciones culturales de diversas índoles.
En septiembre de 2011, la Biblioteca comunitaria MaJuana fue sede para las actividades del Encuentro de Escritores en Ciudad Juárez.
Al proyecto de fomento a la lectura de Palabras de Arena, lo han auxiliado algunos autores y autoras que con amabilidad y sin fines de lucro han enviado sus materiales literarios: Arminé Arjona, Elena Dreser, Benjamín Alire Sáenz, Luis J. Rodríguez, Guillermo Murray Prisant, Eduardo Carrera, Víctor Orozco, Antonio Bueno, Maureen Burdock, 656 cómics, Sally Blakemore,Gabriela Baeza de Arte Público Press, etc. También favoreció a la Biblioteca Independiente MaJuana la dotación de libros que desde antes había hecho llegar el Programa Nacional de Salas de Lectura del CONACULTA. Al igual, libros cedidos por el Consulado Americano en Ciudad Juárez.
Formaron parte del grupo de especialistas del Proyecto de intervención educativa para impulsar relaciones de género basadas en la reciprocidad y el respeto, de la Universidad Autónoma Metropolitana (UAM), el Centro de Investigación y Estudios Superiores en Antropología Social (CIESAS) y el Consejo Nacional de Ciencia y Tecnología (CONACYT).
Desde el 2009, el colectivo trabaja con apoyo del Departamento de Cultura del Consulado Americano en Ciudad Juárez, a través de Juan Pablo Santana, para promover la literatura estadounidense, en especial textos literarios chicanos. Los proyectos del colectivo se extendieron y abarcaron espacios de Ciudad Juárez, Toluca y Granada en España. En Toluca, se conformó el pequeño espacio de Literatura Infantil y Juvenil ¨El Chantito¨ ubicado en el Kantón Libertario municipio otomí de San Andrés Cuexcontitlán, un espacio cultural que en septiembre de 2011 cumplirá su 10.º aniversario. Ahí se impartieron actividades permanentes infantiles como el programa ¨Literabroseando¨ y se han llevado a cabo cursos avalados por el ICHICULT (Instituto Chihuahuense de la Cultura) de Literatura fronteriza, chihuahuense y chicana ("Letras Bravas") así como de Literatura Erótica ("No te metas con mi cucu: Literatura Lúbrica"); además efectuaron actividades itinerantes en Toluca y municipios aledaños con los compañeros del Kantón Libertario, llevando muestras poéticas, tendedero de libros, cuenterías, performance, etc.
En julio de 2011, organizaron junto al colectivo 656 Cómics, el 1.er. Festival Bordeño 2011, un evento multidisciplinario de frontera a frontera, donde participaron en esta primera edición alrededor de 55 artistas de Ciudad Juárez, mismos que se transportaron a la ciudad de Ojinaga para ofrecer conciertos de rock, hip hop, dj, música folclórica latinoamericana y trova, así como para dar talleres de fotografía, rimas de hip hop, break dance, pintura, estencil, literatura, dibujo, etc., además de que se llevó a cabo presentación de libro y trabajos literarios en el zócalo de la ciudad. Este Festival buscaba ser un evento que ampliara el abanico artístico, con características únicas ya que no había precedente de algo similar en la ciudad de Ojinaga.
En octubre de 2010, fueron nominadas para el premio ALMA en Suecia, a la par con Daniel Goldin, Consejo Puebla de Lectura, IBBY International, Carmen Leñero, Gabriel Pacheco, Alejandro Magallanes, entre otros; esta organización de ALMA reconoce la labor de escritores(as), promotores de lectura, cuentacuentos e ilustradores en el mundo y es de los premios más prestigiosos.
En octubre de 2011, fueron de nuevo nominadas para el premio ALMA en Suecia, siendo las únicas que han sido nominadas de Ciudad Juárez; comparten en el año 2011 la nominación representando a México con Consejo Puebla de Lectura, Daniel Goldin, Alejandro Magallanes y Gabriel Pacheco.
En el 2011 colaboraron en el 10.º Aniversario del Kantón Libertario ofreciendo 3 días de eventos artísticos y culturales donde se reunieron más de 50 artistas como Enrique González (kamishibai), Juan Carlos Jiménez de Matanga-Taller de Diseño con taller de Stop Motion, Nene Ocioso con Rock para chavitos y chavitas, Armando Lira y Edgardo Ayvar con trova, La Esquina del Cronopio Cuentacuentos de Toluca, Sagunta -Banda reconocida originaria de Metepec, danza prehispánica, tokines con Residentes del Hip Hop, Los Rata (punk), Raza Mala (ska), Zona Roja (punk) y Realidad Indígena (punk ska), entre otros muchos.
En la Biblioteca Independiente MaJuana se han ofrecido círculos de lectura y talleres de diversas disciplinas a niños, niñas y jóvenes, principalmente los domingos; ahí se han llevado a cabo festivales y eventos internacionales como el ya famoso y tradicional 24x24 de 656Cómics, fue sede importante del Encuentro de Escritores de Ciudad Juárez.
El colectivo dejó de trabajar como tal en el año 2013 y actualmente cada una de sus integrantes continúa realizando proyectos individuales, comunitarios y feministas.

### Consulta adicional
- Bueno Carbajal, Óscar Iván (2014). Colectivos artístico-culturales y política cultural en Ciudad Juárez, Chihuahua, 2010-2013 (Tesis de maestría). El Colegio de la Frontera Norte, Ciudad Juárez. Recuperado el 13 de marzo de 2019 de https://www.colef.mx/posgrado/wp-content/uploads/2015/09/TESIS-Bueno-Carbajal-Oscar-Ivan.pdf
- Enciso, Froylán (ed.)(2017). Violencia y paz. Diagnósticos y propuestas para México. Ciudad de México: El Colegio de México. Recuperado el 13 de marzo de 2019 de https://www.researchgate.net/profile/Froylan_Enciso/publication/320434146_Violencia_y_Paz_Diagnosticos_y_propuestas_para_Mexico/links/5ac51ecca6fdcc051daf17ed/Violencia-y-Paz-Diagnosticos-y-propuestas-para-Mexico.pdf
- Encuentro de Escritoras Fronterizas / Borderline Women Writers Conference (18 de septiembre de 2012). Universidad Autónoma de la Ciudad de México y Colegio de la Frontera Norte, A. C., Ciudad de Juárez. Recuperado el 13 de marzo de 2019 de https://archive.org/details/eef2012-09-18.eef2012-09-18/05_Libros_escritoras_fronterizas.mp3
- Fundación del Empresariado Chihuahuense, A. C. (julio de 2011). Colectivo Palabras de Arena y 656 Cómics de Ciudad Juárez organizan festival Bordeño en Ojinaga. Recuperado el 13 de marzo de 2019 de http://www.fechac.org/web/noticias.php?n=688
- García, Emma Carolina (18 de febrero de 2012). Majuana convierte la Virreyes en parque de letras. El Diario de Juárez. Recuperado el 13 de marzo de 2019 de http://diario.mx/Local/2012-02-18_62382d90/ma-juana-convierte-la-virreyes-en--parque-de-letras/
- Martínez, Berenice (27 de noviembre de 2012). No más violencia hacia la mujer. Evento cultural en el Memorial del Campo Algodonero. Monito APCJ. Recuperado el 13 de marzo de 2019 de http://monitorapcj.com/%E2%80%9Cno-mas-violencia-hacia-la-mujer%E2%80%9D-evento-cultural-en-el-memorial-del-campo-algodonero/
- Montero Mendoza, María Teresa (agosto de 2016). Prácticas académicas en tiempos violentos (PAC): estudio de caso en la frontera norte de México (Tesis de doctorado). El Colegio de Chihuahua, Ciudad Juárez. Recuperado el 13 de marzo de 2019 de http://www.colech.edu.mx/cont/tesis/mmontero.pdf
- Nájar, Alberto (27 de mayo de 2011). Libros contra balas en Ciudad Juárez. BBC Mundo Noticias. Recuperado el 13 de marzo de 2019 de https://www.bbc.com/mundo/noticias/2011/05/110527_ciudad_juarez_libros_an
- Ramos Revillas, Antonio (8 de febrero de 2013). Los libros que no se queman. Suplemento Cultural Laberinto de Milenio Diario, 504. Recuperado el 13 de marzo de 2019 de https://issuu.com/laberintomilenio/docs/laberinto-504
- Rodríguez, Luis (3 de marzo de 2010). Creating community in violent times. Recuperado el 21 de febrero de 2020 de https://www.luisjrodriguez.com/creating_community_in_violent_times
- Serratos, Francisco (23 de marzo de 2013). La literatura infantil como filosofía de vida: entrevista con Ana Laura Ramírez. Blog Indieo. Recuperado el 13 de marzo de 2019 de https://blogindieo.wordpress.com/2013/03/26/la-literatura-infantil-como-filosofia-de-vida-entrevista-con-ana-laura-ramirez/
- Universidad Autónoma de Ciudad Juárez (5 de septiembre de 2016). Biblioteca Majuana. Mesa temática 2: Género y ciudad. 1.er Encuentro [Re] imaginando la ciudad desde el borde. Ciudad Juárez: Recursos Electrónicos de la Universidad Autónoma de Ciudad Juárez. Recuperado el 13 de marzo de 2019 de http://erecursos.uacj.mx/handle/20.500.11961/2817